# Cyaniris shelfordii
Cyaniris shelfordii är en fjärilsart som beskrevs av De Nicéville 1902. Cyaniris shelfordii ingår i släktet Cyaniris och familjen juvelvingar. Inga underarter finns listade i Catalogue of Life.